# Карашинська сільська громада
Кара́шинська сільська об'єднана територіальна громада — колишня об'єднана територіальна громада в Україні, в Корсунь-Шевченківському районі Черкаської області. Адміністративний центр — село Карашина.
Площа громади — 151,13 км², населення — 3986 мешканців (2018).
Утворена 8 червня 2017 року шляхом об'єднання Завадівської, Квітчанської, Кошмаківської, Петрушківської та Черепинської сільських рад Корсунь-Шевченківського району. Перші вибори відбулись 29 жовтня 2017 року.
2020 року грмоада ліквідовано, а її теритоіря у повному складі включена до Селищенської ОТГ.

## Склад
До складу громади входять 10 сіл:
| Село       | Населення, осіб (2001) |
| ---------- | ---------------------- |
| Вільхівчик | 255                    |
| Глушки     | 196                    |
| Завадівка  | 698                    |
| Карашина   | 616                    |
| Квітки     | 982                    |
| Кошмак     | 221                    |
| Листвина   | 549                    |
| Миропілля  | 187                    |
| Петрушки   | 417                    |
| Черепин    | 464                    |